# Tour de l'Alt Var 2014
El Tour de l'Alt Var 2014, 46a edició del Tour de l'Alt Var, es va disputar entre el 22 i 23 de febrer de 2014 sobre un recorregut de 352,5 km repartits entre dues etapes. La cursa formava part del calendari de l'UCI Europa Tour 2014, amb una categoria 2.1.
La cursa fou guanyada pel colombià Carlos Betancur (AG2R La Mondiale), vencedor de la primera etapa, amb dotze segons d'avantatge sobre els francesos Samuel Dumoulin, company d'equip de Betancur, i Amaël Moinard (BMC Racing Team), vencedor de la segona etapa. Betancur també guanyà la classificació per punts i el seu equip la classificació per equips, situant tres corredors entre els sis primers classificats. El francès Florian Guillou (Bretagne-Séché Environnement) guanyà la classificació de la muntanya i Émilien Viennet (FDJ) la dels joves.

## Equips
L'organització comunicà la llista dels 18 equips convidats el 17 de gener de 2014. D'aquests, set eren World Tour, cinc equips continentals professionals i sis equips continentals:
equips World TourAG2R La Mondiale, BMC Racing Team, Team Europcar, FDJ, Giant-Shimano, Movistar Team, Team Sky
equips continentals professionalsBretagne-Séché Environnement, Cofidis, Colombia, IAM Cycling, Wanty-Groupe Gobert
equips continentalsBigMat-Auber 93, Differdange-Losch, La Pomme Marseille 13, Raleigh, Roubaix Lille Métropole, Verandas Willems

## Etapes
| Etapa | Data         | Recorregut                             |                         | Km    | Vencedor d'etapa      | Líder de la general   |
| ----- | ------------ | -------------------------------------- | ----------------------- | ----- | --------------------- | --------------------- |
| 1a    | 22 de febrer | Le Cannet-des-Maures - La Croix-Valmer | Etapa plana             | 149,1 | Carlos Betancur (COL) | Carlos Betancur (COL) |
| 2a    | 23 de febrer | Draguignan - Draguignan                | Etapa de mitja muntanya | 203,4 | Amaël Moinard (FRA)   | Carlos Betancur (COL) |

## Classificació final
|    | Ciclista                      | Equip                        | Temps      |
| -- | ----------------------------- | ---------------------------- | ---------- |
| 1  | Carlos Alberto Betancur (COL) | AG2R La Mondiale             | 9h 05' 30" |
| 2  | Samuel Dumoulin (FRA)         | AG2R La Mondiale             | + 12"      |
| 3  | Amaël Moinard (FRA)           | BMC Racing Team              | + 12"      |
| 4  | Armindo Fonseca (FRA)         | Bretagne-Séché Environnement | + 15"      |
| 5  | Cadel Evans (AUS)             | BMC Racing Team              | + 15"      |
| 6  | Mikaël Cherel (FRA)           | AG2R La Mondiale             | + 15"      |
| 7  | Cyril Gautier (FRA)           | Team Europcar                | + 15"      |
| 8  | Émilien Viennet (FRA)         | FDJ                          | + 16"      |
| 9  | Jérôme Pineau (FRA)           | IAM Cycling                  | + 18"      |
| 10 | Andrey Amador (CRC)           | Movistar Team                | + 18"      |